# Moždani natriuretski peptid
Moždani natriuretski peptid (osnovni natriuretski peptid, B-tip natriuretskog peptida, BNP, GC-B) je 32 aminokiseline dug polipeptid koji izlučuju srčane komore u odgovoru na prekomerno istezanje ćelija srčanog mišića (kardiomioccta). Oslobađanje BNP-a je modulisano jonima kalcijuma. BNP se naziva moždanim peptidom jer je originalno ekstrahovan iz svinjskog mozga. Kod ljudi ovaj hormon uglavnom proizvode srčane komore.
BNP se izlučuje zajedno sa 76 aminokiselina dugim N-terminalnim fragmentom (NT-proBNP) koji je biološki neaktivan. BNP se vezuje za i aktivira receptore atrijalnog natriuretskog faktora receptors NPRA, i manjoj meri NPRB, na sličan način kao i atrijalni natriuretski peptid (ANP) ali sa 10 puta manjim afinitetom. Biološki poluživot BNP-a je dva puta duži ANP, dok je poluživot NT-proBNP peptida još duži. It tog razloga ti peptidi su bolja meta za dijagnostičko testiranje krvi

## Literatura
- Cosson S (2004). „Usefulness of B-type natriuretic peptide (BNP) as a screen for left ventricular abnormalities in diabetes mellitus”. Diabetes Metab. 30 (4): 381—6. PMID 15525883. doi:10.1016/S1262-3636(07)70132-5.
- Cauliez B, Berthe MC, Lavoinne A (2005). „[Brain natriuretic peptide: physiological, biological and clinical aspects]”. Ann. Biol. Clin. (Paris). 63 (1): 15—25. PMID 15689309.
- Buchner S, Riegger G, Luchner A (2005). „[Clinical utility of the cardiac markers BNP and NT-proBNP]”. Acta Med. Austriaca. 31 (4): 144—51. PMID 15732251.
- LaPointe MC (2005). „Molecular regulation of the brain natriuretic peptide gene”. Peptides. 26 (6): 944—56. PMID 15911064. doi:10.1016/j.peptides.2004.08.028.
- Hoffmann U, Borggrefe M, Brueckmann M (2006). „New horizons: NT-proBNP for risk stratification of patients with shock in the intensive care unit”. Critical care (London, England). 10 (2): 134. PMC 1550883 . PMID 16594987. doi:10.1186/cc4883.
- Suga S; Nakao K; Hosoda K;  . (1992). „Receptor selectivity of natriuretic peptide family, atrial natriuretic peptide, brain natriuretic peptide, and C-type natriuretic peptide”. Endocrinology. 130 (1): 229—39. PMID 1309330. doi:10.1210/en.130.1.229.
- Kambayashi Y; Nakao K; Mukoyama M;  . (1990). „Isolation and sequence determination of human brain natriuretic peptide in human atrium”. FEBS Lett. 259 (2): 341—5. PMID 2136732. doi:10.1016/0014-5793(90)80043-I.
- Hino J; Tateyama H; Minamino N;  . (1990). „Isolation and identification of human brain natriuretic peptides in cardiac atrium”. Biochem. Biophys. Res. Commun. 167 (2): 693—700. PMID 2138890. doi:10.1016/0006-291X(90)92081-A.
- Sudoh T; Maekawa K; Kojima M;  . (1989). „Cloning and sequence analysis of cDNA encoding a precursor for human brain natriuretic peptide”. Biochem. Biophys. Res. Commun. 159 (3): 1427—34. PMID 2522777. doi:10.1016/0006-291X(89)92269-9.
- Seilhamer JJ; Arfsten A; Miller JA;  . (1990). „Human and canine gene homologs of porcine brain natriuretic peptide”. Biochem. Biophys. Res. Commun. 165 (2): 650—8. PMID 2597152. doi:10.1016/S0006-291X(89)80015-4.
- Arden KC; Viars CS; Weiss S;  . (1995). „Localization of the human B-type natriuretic peptide precursor (NPPB) gene to chromosome 1p36”. Genomics. 26 (2): 385—9. PMID 7601467. doi:10.1016/0888-7543(95)80225-B.
- Weir ML, Pang SC, Flynn TG (1993). „Characterization of binding sites in rat for A, B and C-type natriuretic peptides”. Regul. Pept. 47 (3): 291—305. PMID 7901875. doi:10.1016/0167-0115(93)90396-P.
- Totsune K; Takahashi K; Satoh F;  . (1996). „Urinary immunoreactive brain natriuretic peptide in patients with renal disease”. Regul. Pept. 63 (2–3): 141—7. PMID 8837222. doi:10.1016/0167-0115(96)00035-3.
- Totsune K; Takahashi K; Murakami O;  . (1996). „Immunoreactive brain natriuretic peptide in human adrenal glands and adrenal tumors”. Eur. J. Endocrinol. 135 (3): 352—6. PMID 8890728. doi:10.1530/eje.0.1350352.
- Matsuo K; Nishikimi T; Yutani C;  . (1999). „Diagnostic value of plasma levels of brain natriuretic peptide in arrhythmogenic right ventricular dysplasia”. Circulation. 98 (22): 2433—40. PMID 9832489. doi:10.1161/01.CIR.98.22.2433.
- Wiese S; Breyer T; Dragu A;  . (2001). „Gene expression of brain natriuretic peptide in isolated atrial and ventricular human myocardium: influence of angiotensin II and diastolic fiber length”. Circulation. 102 (25): 3074—9. PMID 11120697. doi:10.1161/01.CIR.102.25.3074.
- Shimizu H; Masuta K; Aono K;  . (2002). „Molecular forms of human brain natriuretic peptide in plasma”. Clin. Chim. Acta. 316 (1–2): 129—35. PMID 11750283. doi:10.1016/S0009-8981(01)00745-8.
- Ogawa K; Oida A; Sugimura H;  . (2002). „Clinical significance of blood brain natriuretic peptide level measurement in the detection of heart disease in untreated outpatients: comparison of electrocardiography, chest radiography and echocardiography”. Circ. J. 66 (2): 122—6. PMID 11999635. doi:10.1253/circj.66.122.
- Asakawa H, Fukui T, Tokunaga K, Kawakami F (2002). „Plasma brain natriuretic peptide levels in normotensive Type 2 diabetic patients without cardiac disease and macroalbuminuria”. J. Diabetes Complicat. 16 (3): 209—13. PMID 12015190. doi:10.1016/S1056-8727(01)00173-8.
- Bordenave L; Georges A; Bareille R;  . (2003). „Human bone marrow endothelial cells: a new identified source of B-type natriuretic peptide”. Peptides. 23 (5): 935—40. PMID 12084525. doi:10.1016/S0196-9781(02)00004-9.

## Spoljašnje veze
- Brain+Natriuretic+Peptide на 